# Kościół Matki Bożej Nieustającej Pomocy w Rzepiskach
Kościół Matki Bożej Nieustającej Pomocy w Rzepiskach – rzymskokatolicki kościół należący do ośrodka duszpasterskiego Matki Bożej Nieustającej Pomocy w Grocholowym Potoku. 

## Historia
W 1903 r. na cmentarzu w Rzepiskach zbudowano kostnicę, pełniącą także funkcję kaplicy. W latach 1948–1952 kaplicę rozbudowano i poświęcono 19 października 1952 r. W latach 1955–1957 wybudowano drewniany kościół. Głównym inicjatorem budowy był mieszkaniec Rzepisk Piotr Solus. Kościół poświęcono podczas uroczystości odpustowej 9 lipca 1957 r. W dniu 25 maja 1961 r. świątynię odwiedził biskup Karol Wojtyła. W 1994 r. dokonano remontu kościoła. Wnętrze zostało wykonane w architekturze góralskiej.